# Kanton Orange-Ouest
Kanton Orange-Ouest (Orange-West) is een voormalig kanton van het Franse departement Vaucluse. Kanton Orange-West maakte deel uit van het arrondissement Avignon en telde 23.051 inwoners in 1999. Het werd opgeheven bij decreet van 25 februari 2014, met uitwerking op 22 maart 2015.

## Gemeenten
Het kanton Orange-Ouest omvatte de volgende gemeenten:
- Caderousse: 2 496 inwoners
- Châteauneuf-du-Pape: 2 078
- Orange: 14 181 (deels, hoofdplaats)
- Piolenc: 4 296